# Étouvans
Étouvans település Franciaországban, Doubs megyében. Lakosainak száma 824 fő (2022. január 1.). Étouvans Bavans, Écot, Lougres, Colombier-Fontaine, Dampierre-sur-le-Doubs és Villars-sous-Écot községekkel határos.

## Népesség
A település népességének változása:
| Lakosok száma | 624  | 891  | 760  | 762  | 783  | 809  | 825  | 835  | 831  | 824  |
|               | 1968 | 1982 | 1990 | 2006 | 2013 | 2015 | 2017 | 2019 | 2020 | 2022 |